# Paragonista paragonista
Paragonista paragonista är en insektsart som beskrevs av Willemse, C. 1932. Paragonista paragonista ingår i släktet Paragonista och familjen gräshoppor. Inga underarter finns listade i Catalogue of Life.